# Mustamakkara
La saucisse noire (finnois : mustamakkara) est une sorte de boudin noir traditionnel de Tampere en Finlande.

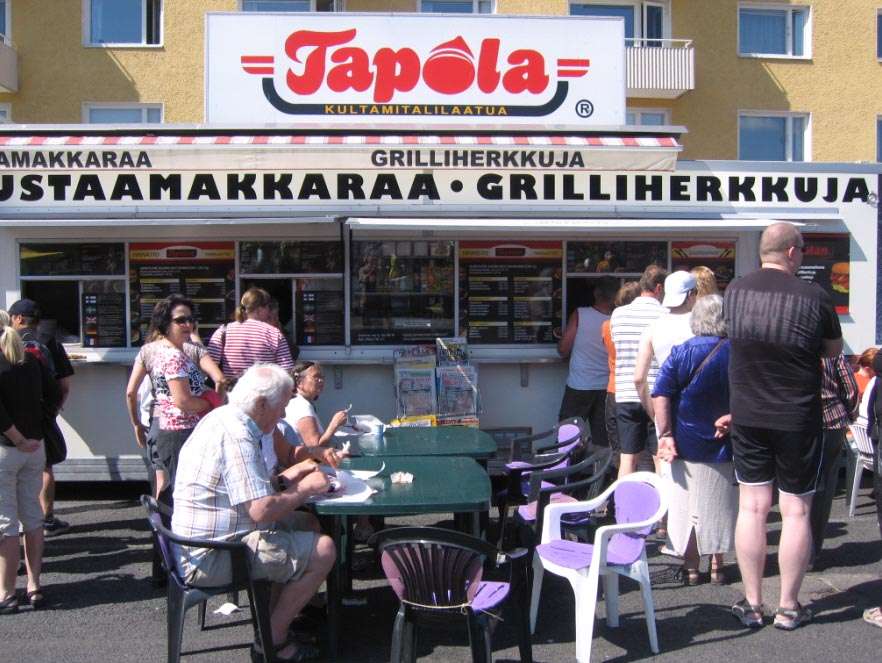
Le marché Tammelantori à Tampere.

## Histoire
On sait qu'il était déjà vendu au XVIe siècle au marché de Pirkkala.

## Recette
La saucisse est préparée en mélangeant de la viande et du sang de porc, du saindoux, du seigle broyé, des oignons et de la farine. Le mélange est embossé dans un intestin comme le sont de nombreuses saucisses et cuit à feu doux dans un chaudron ou au four.

## Commercialisation
La mustamakkara est disponible sur les marchés. Quand on l'achète dans la région de Tampere, il est d'usage d'indiquer combien d'argent on veut dépenser plutôt que le poids, la longueur ou le nombre de pièces. Il est également fréquent de choisir le morceau en le montrant du doigt. Ainsi, comme la forme et l'humidité de la mustamakkara sont variables, l'acheteur peut choisir celle qui lui convient.
Elle est souvent dégustée avec de la confiture d'airelles. On conseille de la consommer avec du lait froid ou du vin rouge.
La mustamakkara est aussi disponible dans de nombreux magasins en Finlande. Les principaux fournisseurs sont Tapola, Savupojat et Teivonliha.